# Ozploitation
El ozploitation es un movimiento cinematográfico originado en Australia a principios de los años 1970 en medio del auge de las películas de explotación – una categoría de películas de terror, comedia, sexploitation y acción de bajo presupuesto – tras la introducción de la calificación R en 1971. Ese año también marcó el inicio del movimiento de la Nueva ola australiana, y el estilo ozploitation alcanzó su punto álgido en el mismo periodo (de principios de los 70 a finales de los 80). 
La ozploitation suele considerarse una ola menor dentro de la Nueva ola, que abarca una amplia gama de géneros, desde la sexploitation, el cine de moteros, el terror e incluso las artes marciales.
El origen del término «ozploitation» se atribuye al documental Not Quite Hollywood: The Wild, Untold Story of Ozploitation!. Este largometraje de 2008 explora las películas de ozploitation realizadas durante la Nueva ola australiana. La película incluye entrevistas con numerosas figuras relacionadas con la ozploitation, así como con aficionados al género, entre ellos el director estadounidense Quentin Tarantino, que acuñó la frase «aussiesploitation», que el director Mark Hartley acortó después a «ozploitation».

## Contexto
La producción cinematográfica australiana de terror se triplicó, pasando de menos de 20 películas en la década de 1990 a más de 60 entre 2000 y 2008. Según un investigador, «las fuerzas globales y los nuevos modelos de producción y distribución están desafiando la 'estrechez' de la política cultural, una estrechez que impone una cultura cinematográfica particular, circunscribe ciertas nociones de valor y limita la variedad de películas producidas en el país. A pesar de su estatus de baja cultura, las películas de terror se han adaptado bien a las limitaciones financieras de la industria cinematográfica australiana, son una estrategia de crecimiento para los productores y un campo de entrenamiento para los cineastas emergentes».

## Filmografía

### 1970s
- The Naked Bunyip (1970)
- Stork (1971)
- Walkabout (1971)
- Wake in Fright (1971)
- Night of Fear (1972)
- The Adventures of Barry McKenzie (1972)
- Alvin Purple (1973)
- Libido (1973)
- The Cars That Ate Paris (1974)
- Petersen (1974)
- Barry McKenzie Holds His Own (1974)
- Stone (1974)
- Alvin Rides Again (1974)
- The Love Epidemic (1975)
- The True Story of Eskimo Nell (1975)
- The Man from Hong Kong (1975)
- Plugg (1975)
- Scobie Malone (1975)
- Inn of the Damned (1975)
- Australia After Dark (1975)
- The Great Macarthy (1975)
- Sidecar Racers (1975)
- Mad Dog Morgan (1976)
- Eliza Fraser (1976)
- End Play (1976)
- Fantasm (1976)
- Deathcheaters (1976)
- Don's Party (1976)
- Oz (1976)
- Fantasm Comes Again (1977)
- The FJ Holden (1977)
- Raw Deal (1977)
- Journey Among Women (1977)
- Summer City (1977)
- The ABC of Love and Sex: Australia Style (1978)
- The Scalp Merchant (1978)
- Stunt Rock (1978)
- Patrick (1978)
- Money Movers (1978)
- Long Weekend (1978)
- Mad Max (1979)
- The Last of the Knucklemen (1979)
- Thirst (1979)
- The Plumber (1979)
- Snapshot (1979)
- Felicity (1979)[8]

### 1980s
- The Chain Reaction (1980)
- Nightmares (1980)
- Touch and Go (1980)
- Harlequin (1980)
- Race for the Yankee Zephyr (1981)
- Centrespread (1981)
- Roadgames (1981)
- Pacific Banana (1981)
- The Survivor (1981)
- Mad Max 2 (1981)
- Lady Stay Dead (1981)
- Strange Behavior (1981)
- Alison's Birthday (1981)
- Hoodwink (1981)
- The Killing of Angel Street (1982)
- Running on Empty (1982)
- Turkey Shoot (1982)
- Attack Force Z (1982)
- Brothers (1982)
- Dead Easy (1982)
- Freedom (1982)
- Next of Kin (1982)
- A Dangerous Summer (1982)
- Crosstalk (1982)
- The Return of Captain Invincible (1983)
- Midnite Spares (1983)
- BMX Bandits (1983)
- Innocent Prey (1983)
- Goodbye Paradise (1983)
- Hostage (1983)
- Coming of Age (1984)
- Leonora (1984)
- One Night Stand (1984)
- Razorback (1984)
- Melvin, Son of Alvin (1984)
- Fortress (1985)
- Wills & Burke (1985)
- Mad Max Beyond Thunderdome (1985)
- Fair Game (1986)
- Frenchman's Farm (1986)
- Sky Pirates (1986)
- Windrider (1986)
- Frog Dreaming (1986)
- Run Chrissie Run! (1986)
- Dead End Drive-In (1986)
- Cassandra (1987)
- Dark Age (1987)
- Day of the Panther (1987)
- The Time Guardian (1987)
- Howling III (1987)
- Initiation (1987)
- Outback Vampires (1987)
- Dangerous Game (1987)
- Les Patterson Saves the World (1987)
- Running from the Guns (1987)
- Pandemonium (1987)
- Coda (1987)
- Contagion (1987)
- As Time Goes By (1988)
- The Dreaming (1988)
- Out of the Body (1988)
- To Make a Killing (1988)
- Incident at Raven's Gate (1988)
- Kadaicha (1988)
- Breaking Loose (1988)
- Spirits of the Air, Gremlins of the Clouds (1989)
- Houseboat Horror (1989)
- Sons of Steel (1989)[8]

### 1990s
- Bloodmoon (1990)
- Death in Brunswick (1990)
- Sher Mountain Killings Mystery (1990)
- Dead Sleep (1990)
- Fatal Bond (1991)
- Hurricane Smith (1992)
- Bloodlust (1992)
- Body Melt (1993)
- Signal One (1994)[8]

### 2000s
- Cut (2000)
- Cubbyhouse (2001)
- Risk (2001)
- He Died with a Felafel in His Hand (2003)
- Gettin' Square (2003)
- Undead (2003)
- Visitors (2003)
- Lost Things (2004)
- Feed (2005)
- Wolf Creek (2005)
- Rogue (2007)
- Storm Warning (2007)
- Black Water (2007)
- Gabriel (2007)
- Gone (2007)
- Dying Breed (2008)
- Lake Mungo (2008)
- The Horseman (2008)
- Long Weekend (2008)
- Acolytes (2008)
- The Loved Ones (2009)
- Triangle (2009)
- Prey (2009)
- Coffin Rock (2009)
- Crush (2009)[8]

### 2010s
- Daybreakers (2010)
- Road Train (2010)
- Animal Kingdom (2010)
- Bad Behaviour (2010)
- The Reef (2010)
- The Clinic (2010)
- Needle (2010)
- Uninhabited (2010)
- Primal (2010)
- Blame (2010)
- Red Hill (2010)
- Crawl (2011)
- The Tunnel (2011)
- X: Night of Vengeance (2011)
- Bait 3D (2012)
- 100 Bloody Acres (2012)
- Crawlspace (2013)
- Patrick (2013)
- Wolf Creek 2 (2013)
- Wyrmwood (2014)
- The Rover (2014)
- Lemon Tree Passage (2014)
- The Mule (2014)
- Charlie's Farm (2014)
- The Suicide Theory (2014)
- Turkey Shoot (2014)
- Kill Me Three Times (2014)
- Plague (2014)
- The Pack (2015)
- Lead Me Astray (2015)
- Mad Max: Fury Road (2015)
- StalkHer (2015)
- Infini (2015)
- Terminus (2015)
- Better Watch Out (2016)
- Sheborg Massacre (2016)
- Down Under (2016)
- Spin Out (2016)[9]
- Scare Campaign (2016)
- Red Billabong (2016)
- Killing Ground (2016)
- The Osiris Child: Science Fiction Volume One (2016)
- Red Christmas (2016)
- Bad Blood (2017)
- Fags in the Fast Lane (2017)
- Cargo (2017)
- 1% (2017)
- Musclecar (2017)
- Tarnation (2017)
- Boar (2017)
- Occupation (2018)
- Upgrade (2018)
- Nekrotronic (2018)
- The Nightingale (2018)[10]
- The Faceless Man (2019)

### 2020s
- Black Water: Abyss (2020)
- Occupation: Rainfall (2020)
- The Reef: Stalked (2022)